# Крильчастий насос

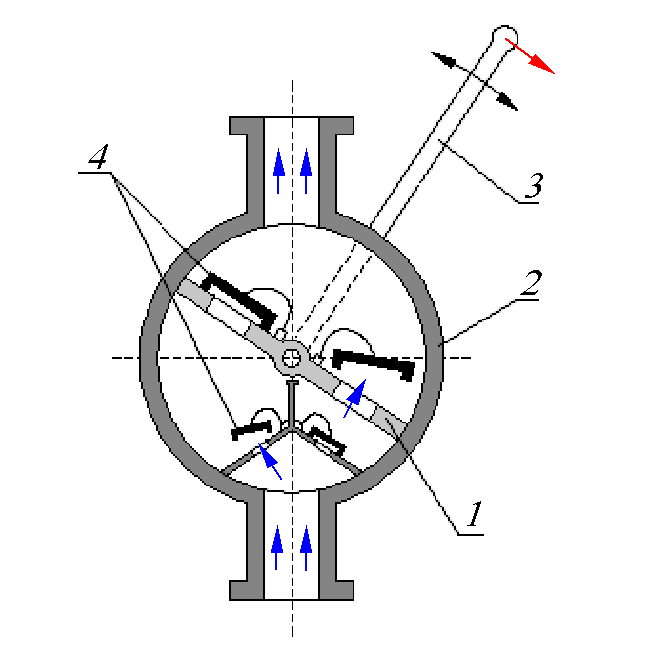
Крильчаста помпа: 1 — поворотний поршень (крильчатка), 2 — корпус, 3 — руків'я, 4 — клапани

Кри́льчастий насо́с або кри́льчаста по́мпа — один з різновидів об'ємних ручних насосів, робочим органом у якому служить крильчатка, що здійснює при роботі насоса гойдальний (повертальний) рух.
За класифікацією їх відносять до поршневих насосів подвійної дії. Вони відомі також під назвою «насос Альвеєра» (насос альвеєр).

## Принцип роботи
За допомогою руків'я, що має жорсткий кінематичний зв'язок з крильчаткою, останній надають неповного зворотно-обертального руху. При русі за годинниковою стрілкою (див. рисунок) відкриваються ті два клапани, що зображені на рисунку відкритими. При русі у зворотному напрямі ці клапани закриваються, а два інших клапани переходять до відкритого стану. Нагнітання рідини відбувається знизу вгору.

## Застосування
Цей вид насосів застосовують для створення тиску до 1,8 МПа.
Крильчасті насоси, як і інші види ручних насосів, використовують у тих випадках, коли недоцільно монтувати насос з електричним приводом чи приводом від двигуна внутрішнього згоряння.
Ці насоси застосовують, наприклад, для відпомповування води з невеликих котлованів, на кораблях і яхтах, для побутових потреб тощо.